# Agrostis rupestris
Agrostis rupestris es una pequeña gramínea de hasta 20 cm propia de las altas montañas europeas y norte de África.

## Descripción
Hierba perenne, con rizoma fibroso cespitoso y tallo de 5-20 cm, erecto, delgado, glabra, hojas que se arrolla o enrolla formando un tubo (convolutas), finas, cortas, las de la base (basales) formando haces o manojos (fasciculadas), lígula lanceolada, panícula oblonga, de 3-5 cm, poco o nada constreñida tras la floración, violada o rojiza, raramente amarillenta, con las ramas desnudas en la base, lisas y sin pelos (glabras), espiguillas pequeñas (unos 2 mm), glumas casi iguales, lanceoladas, separadas, glumela inferior única, un poco más corta que las glumas, terminada por cuatro dientes iguales y una arista dorsal nudosa (geniculada) que sale del tercio inferior, más larga que las glumas.

## Hábitat
Pastos supraforestales acidófilos. En  altitud superior a los 2200-2300 m, Crioromediterráneo
Distribución
Sur y este de Europa, principalmente cadenas montañosas Pirineos, Alpes y Cárpatos.
En 1923 Litard. y  Maire la describen como nueva en África a 2900 m de altura.

## Sinonimia
Agrostis rupestris All., Fl. Pedem. 2: 237 (1785). 
- Agrestis rupestris  (All.) Bubani
- Agrostis canina var. schultesii (Kunth) K.Richt.
- Agrostis montisaureiDelarbre
- Agrostis rupestris var. flavescens Husn.
- Agrostis setifoliaBrot.
- Avena rupestris (All.) J.F.Gmel.
- Trichodium inconspicuum  Kunze
- Trichodium inconspicuum  Kunze ex Steud.

## Enlace exterior
Fotos de la Agrostis rupestris 
- Wikimedia Commons alberga una categoría multimedia sobre Agrostis rupestris.

- Datos: Q6812509
- Multimedia: Agrostis rupestris / Q6812509
- Especies: Agrostis rupestris